# Run, Fatboy, Run
Run, Fatboy, Run ist eine britische Filmkomödie des US-amerikanischen Regisseurs David Schwimmer aus dem Jahr 2007.

## Handlung
Dennis ist erfolglos und scheint sich damit abgefunden zu haben. Noch nicht einmal die Hochzeit mit seiner hochschwangeren Freundin Libby bringt er zu Ende und lässt diese vor dem Traualtar stehen. Fünf Jahre später ist der Londoner noch immer nicht in die Gänge gekommen, dafür aber seine ehemalige Braut. Die hat sich den erfolgreichen Whit geangelt, der sich zudem noch mit Dennis’ Sohn Jake blendend versteht.
Um dem ambitionierten Freizeitläufer Whit eins auszuwischen und zugleich Libby zu beweisen, dass doch etwas in ihm steckt und er etwas zu Ende bringen kann, nimmt Dennis am Nike River Run, einem innerstädtischen Marathonlauf durch London entlang der Themse, teil.
Um während der verbleibenden drei Wochen fit für den Lauf zu werden, verpassen Libbys Cousin Gordon sowie Dennis Vermieter Mr. Ghoshdashtidar ihm ein knallhartes Trainingsprogramm. Bereits am Start des Marathons geraten Dennis und Whit verbal aneinander. Im Verlauf des Wettkampfs wird Dennis von Whit, wie Fernsehbilder belegen, ein Bein gestellt. Dabei zieht sich Dennis eine Verstauchung des rechten Sprunggelenks zu, gibt jedoch nicht auf und läuft weiter.
Währenddessen bricht Whit den Lauf ab und lässt sich von Sanitätern in ein angrenzendes Krankenhaus bringen. Dort wird er von Libby und dessen Sohn angetroffen, die sich auf der Suche nach Dennis in das Krankenhaus begeben haben. Der Arzt attestiert Whit, er habe beim Sturz neben einer Schürfverletzung keine ernsthaften Blessuren davongetragen. Der inzwischen ohnehin gereizte Whit fährt bei einer Diskussion Jake über den Mund, wovon Libby alles andere als begeistert ist. Als sie erfahren, dass Dennis den Lauf fortgesetzt hat und nach Stunden der letzte auf der Rennstrecke ist, machen sich Libby und ihr Sohn auf, Dennis im Ziel in Empfang zu nehmen.
Gordon und Mr. Ghoshdashtidar erfahren über das Fernsehen von Dennis Sturz und machen sich auf den Weg, um Dennis bis zum Ziel Mut zuzusprechen. Schließlich erreicht Dennis das Ziel des Marathonlaufs und sinkt erschöpft in Libbys Arme.
Tags darauf holt er seinen Sohn bei Libby ab, um mit ihm im Park Fußball zu spielen. Bei dieser Gelegenheit fragt er Libby, ob er sie zu einem gemeinsamen Abendessen ausführen darf, was von ihr bejaht wird.

## Hintergrund
Der Film wurde an verschiedenen Schauplätzen Londons gedreht. Die Dreharbeiten dauerten vom 23. Oktober 2006 bis zum 8. Dezember 2006.
Am 7. September 2007 feierte der Film in Großbritannien seine Premiere. Drei Tage später wurde er beim Toronto International Film Festival gezeigt. In den US-amerikanischen Kinos war er ab dem 28. März 2008 zu sehen. In Deutschland lief er am 3. April 2008 an. Dort erreichte er innerhalb der ersten zwei Wochen nur 6.390 Zuschauer, was ein Einspielergebnis von 39.715 Euro ergab. Am Eröffnungswochenende wurden in den USA über 2,3 Millionen US-Dollar eingespielt. Am 1. April betrugen die Gesamteinnahmen weltweit knapp 35 Millionen US-Dollar, davon wurden umgerechnet etwa 15 Millionen US-Dollar im Heimatland Großbritannien eingenommen. Die Free-TV-Premiere im deutschen Fernsehen feierte der Film am 12. Juni 2010 auf ProSieben.
Run, Fat Boy, Run ist – nachdem er bereits bei Fernsehfilmen und -serien Regie führte – der erste Kinofilm von David Schwimmer.
Ursprünglich sah das Drehbuch vor, die Handlung thematisch um den Los-Angeles-Marathon anzusiedeln. Nachdem jedoch ein britisches Filmteam die Umsetzung des Films plante, änderte man die Handlung, so dass sie in London spielte. Da die Rechte für Dreharbeiten beim London Marathon bereits an eine andere Filmproduktion vergeben wurde, erfand das Filmteam den fiktiven Nike River Run.
David Walliams hat in der Szene im Süßigkeitenladen einen Cameo-Auftritt. Die Rolle, die er spielt, ähnelt einer aus der Serie Little Britain, in der er einer der beiden Protagonisten verkörpert, der regelmäßig durch die unmöglichsten Kundenwünsche auffällt. Der Regisseur David Schwimmer ist mit zwei Cameo-Auftritten zu sehen. Er reicht dem am Marathonlauf teilnehmenden Dennis aus der am Rand der Wegstrecke stehenden Menge ein Bier. Zuvor ist er in der abendlichen Fahrt mit dem Bus zu sehen, wobei er sein Gesicht von der Kamera abgewendet hält, um auf seinen Monitor zu schauen, mit dem er die Bilder der aufzeichnenden Kamera überwachte. Aufgrund des begrenzten Raums innerhalb des Busses war kein Platz hinter dem Kameramann vorhanden, so dass Schwimmer auftauchen musste.
Während des Films werden mehrmals Graffiti an Hauswänden gezeigt, die Dennis Gemütszustand zeigen. Ein Graffito ist nach der Schlägerei zwischen Dennis und Gordon zu sehen, als Dennis um die Hausecke biegt und an der Wand zusammensinkt.
Da Harish Patel keinerlei Erfahrungen hinsichtlich der Fahrt mit einem Motorroller besaß, nahm er Unterricht, um während der Dreharbeiten weder sich, noch die Filmcrew, zu gefährden.
In der Sendung vom 21. März 2008 äußerte sich David Schwimmer eine Woche vor der Veröffentlichung des Films in den USA über die Szene von Hank Azaria und Simon Pegg, die in der Umkleide des Fitnessstudios spielt. Üblicherweise bedecken männliche Schauspieler, die an Nacktszenen beteiligt sind, ihre Genitalien mit einem hautfarbenen Beutel. Da dieser Beutel bei Azaria nicht halten wollte, entschied er, auf das Tragen einer Bedeckung zu verzichten, jedoch Pegg darüber nicht zu informieren. Daher ist dessen Reaktion in der Szene authentisch.

## Kritik
Die Redaktion von Blickpunkt:Film resümiert: „Mit seinem Regiedebüt inszeniert ‚Friends‘-Star David Schwimmer eine leichte Komödie über Väter, Söhne und die Notwendigkeit, sich im Leben als Fighter zu zeigen. Auch wenn sein Film mit britischen Comedians in London gedreht wurde, tritt landestypisch boshaft-bissiger Humor zugunsten leichter Situationskomik zurück.“
Thomas Klingenmaier von RP Online urteilt: „‚Run, Fat Boy, Run‘ ist keine Mischung aus Fitnessvideo und romantischer Komödie, in der es nur darum geht, dass der Außenseiter am Ende das Mädchen und eine Sporturkunde bekommt. In ‚Run, Fat Boy, Run‘ geht es um die Rückeroberung des Sports durch die Unsportlichen, um das Eindringen der gehandicapten kleinen Leute in die Riege der Leistungseliten.“

## Nominierungen und Auszeichnungen
2007 wurde David Schwimmer bei den British Independent Film Awards für den Douglas Hickox Award nominiert. 2008 folgte eine Nominierung des Films bei den Empire Awards in der Kategorie „Best Comedy“.